# Trstena
Trstena es un pueblo ubicado en el territorio de Vranje, en el distrito de Pčinja, Serbia.

## Superficie
Posee una superficie de 15,29 kilómetros cuadrados.

## Demografía
Hasta 2011 la población era de 43 habitantes, con una densidad de población de 2,812 habitantes por kilómetro cuadrado.